# Wojciech Rogaczewski
 Wojciech Rogaczewski (ur. 23 kwietnia 1888 w Dąbrówce, zm. 16 marca 1944 w Buchenwaldzie) – polski duchowny katolicki, działacz religijny na Mazurach i we Francji.

## Życiorys
Urodził się w Dąbrówce jako syn Jana Michała i Anny z domu Hoffman. Jego brat Konrad był działaczem niepodległościowym i oficerem Wojska Polskiego.
W latach 1900–1910 był uczniem gimnazjum brodnickiego, tam od 1908 był prezesem tajnego Kółka Filomatów. W 1910 podjął studia weterynaryjne w Berlinie, a następnie w latach 1911–1914 studiował teologię katolicką w braniewskim seminarium duchownym.
Po otrzymaniu święceń kapłańskich jeszcze w 1914 został wikariuszem Parafii Katolickiej św. Katarzyny w Kętrzynie. Obok zwykłej posługi kapłańskiej opiekował się polskimi robotnikami sezonowymi i jeńcami wojennymi, Polakami z armii carskiej. Wygłaszał polskie kazania w pobliskiej Świętej Lipce. Angażował się szczególnie w ożywienie polskiego ruchu narodowego, przy parafii w Kętrzynie i sąsiednich miejscowościach. Zorganizowany przez niego polski chór dziecięcy wystąpił z polskimi kolędami na Pasterce w 1918. Działania księdza na rzecz sprawy polskiej były powodem jego aresztowania na początku 1919. Dzięki interwencji biskupa Augustinusa Bludau został z aresztu zwolniony i jeszcze w 1919 przeniesiony na samodzielną placówkę do Prawdzisk. Tam służył posługą kapłańską katolikom z pobliskich wsi, a także mieszkającym dalej w diasporze, na terenie zdominowanym przez wyznanie luterańskie. W Prawdziskach działał na rzecz rozbudzenia polskości, wbrew zakazom wprowadził nauczanie religii w języku polskim. W czasie plebiscytu współdziałał z Naczelną Radą Ludową w Poznaniu oraz z Komitetem Plebiscytowym w Grajewie. W 1926 został wydalony z terenu Prus Wschodnich.
W 1926 przez krótki okres przebywał na terenie diecezji chełmińskiej. Wkrótce na życzenie kardynała Augusta Hlonda wyjechał do Francji jako duszpasterz polskiej emigracji. Początkowo przebywał w Briey, a od 1930 w Metzu jako dziekan na wschodnią Francję. Po wydaleniu przez Niemców w sierpniu 1940 z Metzu, przeniósł się do Lyonu, gdzie z polecenia kard. Hlonda kierował Centralą Duszpasterstwa Polskiego w południowej Francji. Uczestniczył we francuskim ruchu oporu niósł szczególnie pomoc ukrywającym się przed Niemcami Polakom.
8 maja 1943 w Lyonie został aresztowany przez gestapo, w tym samym dniu podczas próby ucieczki został ciężko ranny. Więziony w Mont-Luc i obozach przejściowych w Fresnes i Compiègne, a od 29 stycznia 1944 w obozie koncentracyjnym w Buchenwaldzie, gdzie zmarł na tyfus 16 marca 1944.
Ks. Wojciech Rogaczewski, jeszcze przed 1939 za działalność w polskich organizacjach religijnych, społecznych i oświatowych w Metzu, odznaczony został przez polskie władze państwowe Złotym Krzyżem Zasługi, a władze kościelne godnością kanonika kapituły chełmińskiej.
Tablica upamiętniająca zasługi kapłana znajduje się w kościele katolickim w Metzu z napisem: Pro fide et Patria, a także w kościele św. Katarzyny w Kętrzynie. Jego imię nosi szkoła podstawowa w Prawdziskach oraz, od 2008, rondo (skrzyżowanie ul. Sikorskiego i ul. Gdańskiej) w Kętrzynie.